# Симеон Синиша
Симеон Урош Палеолог (на гръцки: Συμεών Ούρεσης Παλαιολόγος), по-известен и само като Симео̀н Сѝниша или Синиша Урош е син на Стефан Дечански от втория му брак с византийската принцеса Мария Палеологина. Мария е дъщеря на Йоан Палеолог и внучка на византийския император Михаил VIII Палеолог.
Симеон Синиша е полубрат на Стефан Душан, и след смъртта му, на това основание оспорва престола на Стефан Урош V. В 1359 г. отцепва южните (днес гръцки) предели (Тесалия и Епир) от Душановото царство и през 1355 г. се прогласява за цар на сърби и гърци в Костур, формирайки т.нар. Епирско царство. Умира през 1371 г.

## Управление
Симеон Синиша, заздравявайки позициите си по отношение на местната аристокрация във владените от него земи, сключва брак с Томаиса Орсини, дъщеря на владетеля на Епир Йоан II Орсини. След смъртта на своя кръвен брат и цар Стефан Душан в края на 1355 г., властта му в Епир и Тесалия е оспорена от Никифор II Орсини, син на сваления владетел на Епир, който се завръща, получавайки подкрепата на благородничеството в Епир и Тесалия.
През 1356 г. Никифор овладява Епир и Симеон Синиша е принуден да бяга към Кастория, където се обявява за „цар на сърби и гърци“ на мястото на своя племенник Стефан Урош V. Въпреки че получава подкрепата на някои важни велможи като Йоан Комнин (брат на вдовицата на Душан – Елена Българска), Симеон Синиша не успява да спечели доверието на благородниците от западните български земи, поради което е принуден да се оттегли от Епир и Тесалия, нападайки Северна Албания и Зета (Черна гора) през 1358 г. с надеждата да се утвърди по тези места и да спечели на своя страна властелите от сръбските земи, но след поражение край днешна Шкодра успява да запази единствено Костур и „околните земи и крепости“.
През 1358 г. Никифор II Орсини е убит в сражение с албанците край река Ахелой, което събитие се превръща в удобен повод за Симеон Синиша да се завърне в бившите си владения Епир и Тесалия. Опитът му е успешен и той бързо поема контрола над Тесалия, където властта му е призната на следващата 1359 година. След това нахлува и в Епир, където градовете, завладени от арванитите, също признават властта му.
Докато Симеон Синиша е в Епир, Радослав Хлапен, владетел на Воден и Бер, се опитва да превземе Тесалия от името на неговия доведен син Тома Прелюбович. Симеон Синиша се вижда принуден да признае завоеванието на Костур от Радослав Хлапен, сключвайки династичен брак – жени дъщеря си Мария Ангелина Дукина Палеологина за доведения син на Хлапен – Тома. По този начин Хлапен признава сюзеренитета на Симеон Синиша в някои от завоюваните от него земи, при условието Хлапен да е буфер между Синиша и останалите Душанови властели на север (Мърнявчевичи и др). Симеон Синиша се установява в Трикала (Тесалия), където прекарва останалите 10 години от „царуването си“ в относителен мир и спокойствие. Върховенството му над Епир е оспорвано от албанските кланови владетели, поради което се вижда принуден да признае двама от албанските водачи, Гин Буа Шпата и Петър Льоша за свои сюзерени, съответно в Арта и Ангелокастрон. През 1366 г. Симеон Синиша отстъпва Янина в притежание на по-големия си син от Томаиса – Йован Урош, който управлява областта като бащин васал и деспот.
От Трикала Симеон Синиша управлява и решава споровете между византийските, български и албански благородници от околните области, но изследователите са на мнение, че той отдава предпочитание на византийските роднини на жена му. Той също така основава няколко от манастирите и прави щедри дарения на старите монашески обители от Метеора. Умира между 1369 и 1371 година.

## Семейство
От брака си с Томаиса Орсини, Симеон Синиша има три деца:
- Йован Урош, владетел на Тесалия;
- Стефан Урош Дука, за който остава управлението на Фарсала;
- Мария, която е омъжена за Тома Прелюбович. Мария наследява за кратко властта в Епир след смъртта на съпруга ѝ.